# Wako Tewdoradze
Walerian „Wako” Tewdoradze (gruz. ვალერიან 'ვაკო' თევდორაძე, ur. 11 października 1993 w Batumim) – gruziński piłkarz, grający na pozycji ofensywnego pomocnika w gruzińskim klubie Szukura Kobuleti. Wychowanek, wieloletni zawodnik i były kapitan Dinama Batumi.

## Sukcesy

### Klubowe
Dinamo Batumi
- Mistrzostwo Gruzji: 2021
- Wicemistrzostwo Gruzji: 2014/2015, 2019, 2020